# Angie Turner King
Angie Lena Turner King ( 9 de diciembre de 1905 –  28 de febrero de 2004) fue una de las primeras mujeres Afroamericanas en ganar un título de química y matemáticas, y un PhD en educación matemática. Ella fue una gran influencia en sus estudiantes, incluida Margaret Strickland Collins and Katherine Goble Johnson.

## Familia y periodo formativo
Angie Lena  King (de soltera Turner) nació en 1905 en Elkhorn, en el condado de McDowell, Virginia del Oeste, una comunidad segregada dedicada a la minería de carbón. Era hija de William Turner y su esposa, Laura King Turner, que eran de Virginia. Era nieta de esclavos, a los que se les proporcionó tierra, un buey y una cabaña de madera tras su emancipación. Vivió por un tiempo con su abuela, después de la muerte de su madre, cuando King tenía ocho años, Ella recuerda vivir en una cabina, donde "durante el invierno, cuando nevaba, me despertaba con nieve en mi cama", y su abuela, que tenía una tez más clara, se refería a ella con un término peyorativo por su tono de piel más oscuro. King acabó viviendo con su padre, que era analfabeto y la animaba a asistir a la escuela, Su padre falleció el 8 de noviembre de 1927, tras ser atropellado por un coche minero.
Se graduó en el instituto a los 14 años en 1919[2][5] Debido a las buenas notas de King en el instituto, sus profesores la animaron a ir a la universidad. Asistió al Bluefield Colored Institute (actual Bluefield State College) en Bluefield antes de trasladarse al West Virginia Collegiate Institute (actual West Virginia State University) en Institute. Trabajó en varios empleos, como camarera y lavaplatos para pagar sus estudios. En 1927, se graduó cum laude en la West Virginia State, con una licenciatura en química y matemáticas.

## Carrera
King comenzó a enseñar en el laboratorio colegial del West Virginia State College (WVSC), estudiando en la Universidad de Cornell durante el verano. Ella recibió un título de Máster en química y matemática en 1931. Ella ganó una posición en WVSC, y asistió a la Universidad de Pittsburgh para su trabajo de doctorado. Su PhD fue galardonado en 1955 e incluso apareció en un reportaje en la televisión, la disertación era sobre el análisis del álgebra en los libros educativos antes de 1900. Su tesis de maestría y la disertación fueron sus únicas publicaciones.
Durante la II Guerra Mundial, en respuesta a la problemática de que la guerra resultaría en una faltantte de graduados de universidad necesitado para oficiales militares después de la guerra, se estableció un programa de entrenamiento militar llamado Army Specialized Training Program (ASTP). El ASTP fue segregado, y WVSC fue uno de las 6 universidades galardonada con unidades ASTP, King enseñaba química en el programa.
La carrera de King fue distinguida por su enseñanza, con un legado de varios estudiantes estudiando posgrados, iincluyendo a Katherine Johnson, una de las científicas en Hidden Figures. Johnson la especificó como una gran influencia, diciendo que King fue "una profesora increíble – inteligente, cariñosa, y muy estricta". En un cuestionario a estudiantes del estado de  West Virginia, 27 de 72 estudiantes nominaron a  King como su profesora favorita, y la mayoría obtuvo educación de posgrado. King recibió el West Virginia State College Alumnus of the Year en 1954.

## Vida personal
King se casó con Robert Elemore King en 1946, y tuvieron cinco hijas. King vivió en el WVSC campus hasta su muerte en el 2004.

## Fotos
Existen fotos de Angie Turner King en el Pittsburgh Courier, y en los archivos del West Virginia State College.